# Distrito electoral de Bondville
Bondville (en inglés: Bondville Precinct) es un distrito electoral ubicado en el condado de Red Willow en el estado estadounidense de Nebraska. En el Censo de 2010 tenía una población de 58 habitantes y una densidad poblacional de 0,63 personas por km².

## Geografía
Bondville se encuentra ubicado en las coordenadas 40°7′59″N 100°28′39″O / 40.13306, -100.47750. Según la Oficina del Censo de los Estados Unidos, Bondville tiene una superficie total de 92.71 km², que corresponden a tierra firme.

## Demografía
Según el censo de 2010, había 58 personas residiendo en Bondville. La densidad de población era de 0,63 hab./km². De los 58 habitantes, Bondville estaba compuesto por el 94.83% blancos y el 5.17% eran de otras razas. Del total de la población el 5.17% eran hispanos o latinos de cualquier raza.